# Acalolepta holonigra
Acalolepta holonigra es una especie de escarabajo longicornio del género Acalolepta, tribu Monochamini, subfamilia Lamiinae. Fue descrita científicamente por Breuning en 1980.
Se distribuye por Filipinas. Mide aproximadamente 12 milímetros de longitud.